# Meiji Jingu Stadium
Le Meiji Jingu Stadium (明治神宮野球場 ou Meiji Jingū Yakyūjō) est un stade de baseball situé dans l'arrondissement de Shinjuku à Tokyo au Japon.
C'est le domicile des Tokyo Yakult Swallows du Championnat du Japon de baseball. Le Meiji Jingu Stadium a une capacité de 37 933 places et a couté 530 000 yens.
Il fait partie du complexe Meiji-jingū gaien avec le Chichibunomiya Rugby Stadium.

## Dimensions
- Left Field (Champ gauche) - 101 mètres
- Center Field (Champ centre) - 120 mètres
- Right Field (Champ droit) - 101 mètres